# Samlingspartiet Ny Fremtid
Samlingspartiet Ny Fremtid var ett tidigare norskt parti, bildat 1993 av Fremskrittspartiets tidigare stortingsrepresentant Finn Thoresen.
Partiet ville bland annat förbjuda abort och homosexualitet samt ge kristendomen en starkare position i samhället.
I valet samma år ställde man upp med valsedlar i alla valkretsar, utan större framgång.
1994 gick Kristent Samlingsparti upp i partiet. 
1998 gick Samlingspartiet Ny Fremtid samman med Kristent Konservativt Parti och bildade Kristet Samlingsparti.